# Fernando Granda Cano
Fernando Granda Cano (Medellín, 19 de noviembre de 1941-Bogotá, 6 de marzo de 1991) fue un pintor, grabador y dibujante colombiano.
Hijo de Alfonso Granda Molina y Carlota de los Dolores Cano Arango, entre sus antepasados se destacan el Maestro Francisco Antonio Cano Cardona (1865-1935) y Gerardo Molina Ramírez.

## Comienzos
Aunque inició estudios de química y farmacéutica, desde muy joven se dedicó al dibujo y la pintura, abandonando las aulas universitarias para dedicarse a las bellas artes.
Desde 1958 realiza estudios de Estudios de escenografía Teatral en la Escuela de Teatro del  Distrito Especial de Bogotá  (hasta 1960) y en la Escuela de Bellas Artes de esa capital hasta 1961.
Al mismo tiempo, en 1960 estudia grabado en el Taller de Grabado con Pedro Hanne Gallo.
En 1964 se hace merecedor del Premio Mejor Escenografía,  en el Festival Nacional de Autores Colombianos de Cali.
Su primera exposición individual, en 1965, basada en Los Cantos de Maldoror, despierta el interés de la crítica local ante las nuevas perspectivas de la técnica y los materiales empleados por Granda: dibujos sobre papel de arroz,  que rompían con la tradición clásica de las artes provincianas aún reinantes a mediados del siglo XX en Colombia. La exposición, efectuada en la Galería Tercer Mundo de Bogotá, fue una de las primeras en mostrar las amplias posibilidades de las artes tradicionales del lejano oriente.
En 1965 se hace acreedor al Premio otorgado a la “Mejor Escenografía” en el Festival Panamericano de Artes, celebrado en Cali.
Ese mismo año recibe el Premio de la Crítica de Mundo Hispano, en París, Francia, a la mejor Escenografía de Autores Hispanoamericanos.

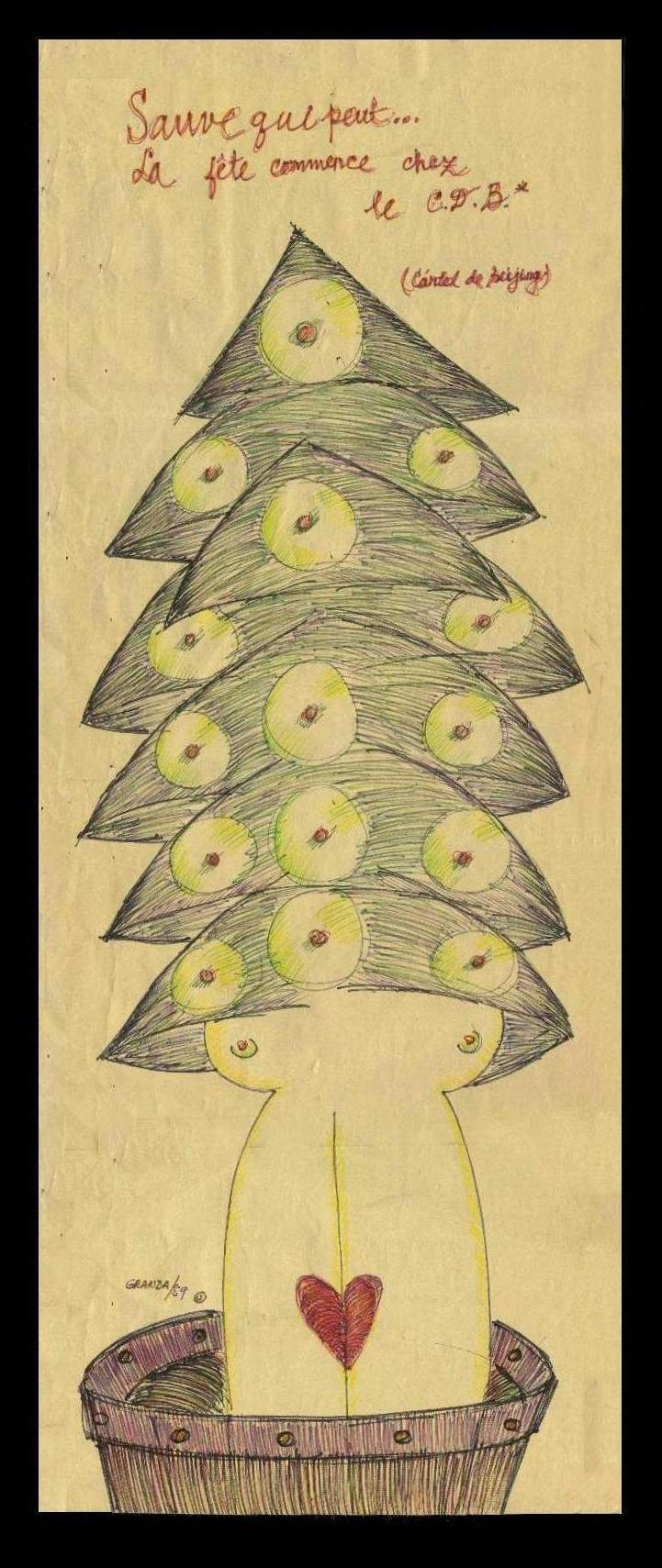
Fernando Granda.Sauve qui peut..., o invitación a la fiesta. Técnica mixta. 1989. Beijing, China.Col. particular.

## Influencia china
Fernando Granda, el primer colombiano que se radicó por largos años en China, realizó sus estudios de caligrafía y  pintura tradicional china entre 1966 y 1969 en ese país.
En Pekín, al tiempo que estudiaba el mandarín y las artes orientales, colaboró en la traducción y edición de varias publicaciones en lenguas extranjeras, como la revista mensual “China Reconstruye”.
1969 – Estudios de grabado en varios talleres de Madrid, España.
1974 – “Monotipos humanos”, Exposición individual de  monotipos en tinta negra.Salones de la Galería Graphos, de Medellín.
1975 - Dibujos sobre " Los Heraldos Negros" de  César Vallejo, Exposición colectiva en el Club de Ejecutivos de Cali.
1976 - Treinta años de  El Automático, Exposición colectiva Bogotá.
Tres Pintores, Museo del Marqués de San Jorge, Exposición colectiva Bogotá.
1977 – “Cinco pintores”. Exposición colectiva Galería Circo-Fiesta, Bogotá.
1977 Publicación de la Carpeta de Litografías "Trilce" y "Los Heraldos Negros" Bogotá.
1978 - Salón Regional de Artes Visuales, Exposición colectiva Medellín.
1980 - Galería Pluma, Exposición colectiva Bogotá.
1980 - Salón Regional de Artes Visuales, Exposición colectiva Tunja.
1982 – Regresa a China. Retoma los estudios de caligrafía y pintura tradicional china, en Pekín, ciudad que desde esa época se escribe como Beijing, de acuerdo con el sistema oficial de romanización de la lengua china. China entra en la política de Reforma y Apertura. Granda regresa a la revista que ahora lleva por nombre "China Construye".
1985 – "China: La Memoria de la Piedra", Exposición individual. Acrílicos, ASSALUD, Bogotá.
1986 – "Acrílicos", Exposición individual. Hotel Cosmos, Bogotá.
"Óleos", Exposición individual en la Galería Diners, Bogotá.
1986 - Galería Diners, Bogotá.
En esta exposición colectiva presentó algunos óleos bajo el título de la serie "Mitos de la noche".
1986 Publicación de la carpeta de Xilografías "Andanzas y Desventuranzas del Duro Durán y la Bella Venus", Bogotá.
Exposiciones de 1987
1987 es un año de intensa actividad, con los siguientes eventos:
- Exposición individual de óleos, acrílicos y monotipos en la Casa de la Cultura de Tenjo.
- Óleos, acrílicos y dibujos, en la Sala Humberto Tafur, del Instituto Huilense de Cultura, Neiva.
- "Dibujos sobre papel de arroz". Exposición individual en la Galería Pirámide de Bogotá.
- "Homenaje a Pablo Neruda y León de Greiff".
- Participa en el Salón Internacional de Agosto, del Museo de Arte Contemporáneo de Bogotá y en él. Annual Print Contest, organizado por  The Print Club of Philadelphia, Estados Unidos.

1988
- Expone varios óleos en la Galería Decorarte, de Cartagena.
- La Fundación Gilberto Alzate Avendaño, de Bogotá, presenta la exposición individual “Granda, Oleos, Acrícilos y Dibujos”.
- Recibe la Mención especial en el Salón de Agosto, de la Fundación Gilberto Alzate Avendaño, de Bogotá.
- Expone en el Salón Internacional de Agosto, MAC, Bogotá. Galería Pluma, Bogotá.
- Aparece la publicación " Réquiem", que comprende una serie de litografías para Assalud Vida Ltda., Bogotá.

1989
- Una obra suya es incluida en el calendario de la Fundación Nuevo Liberalismo, Bogotá.
- Primer Salón del Bodegón y la Naturaleza Muerta, Fundación Gilberto Alzate Avendaño, Bogotá.

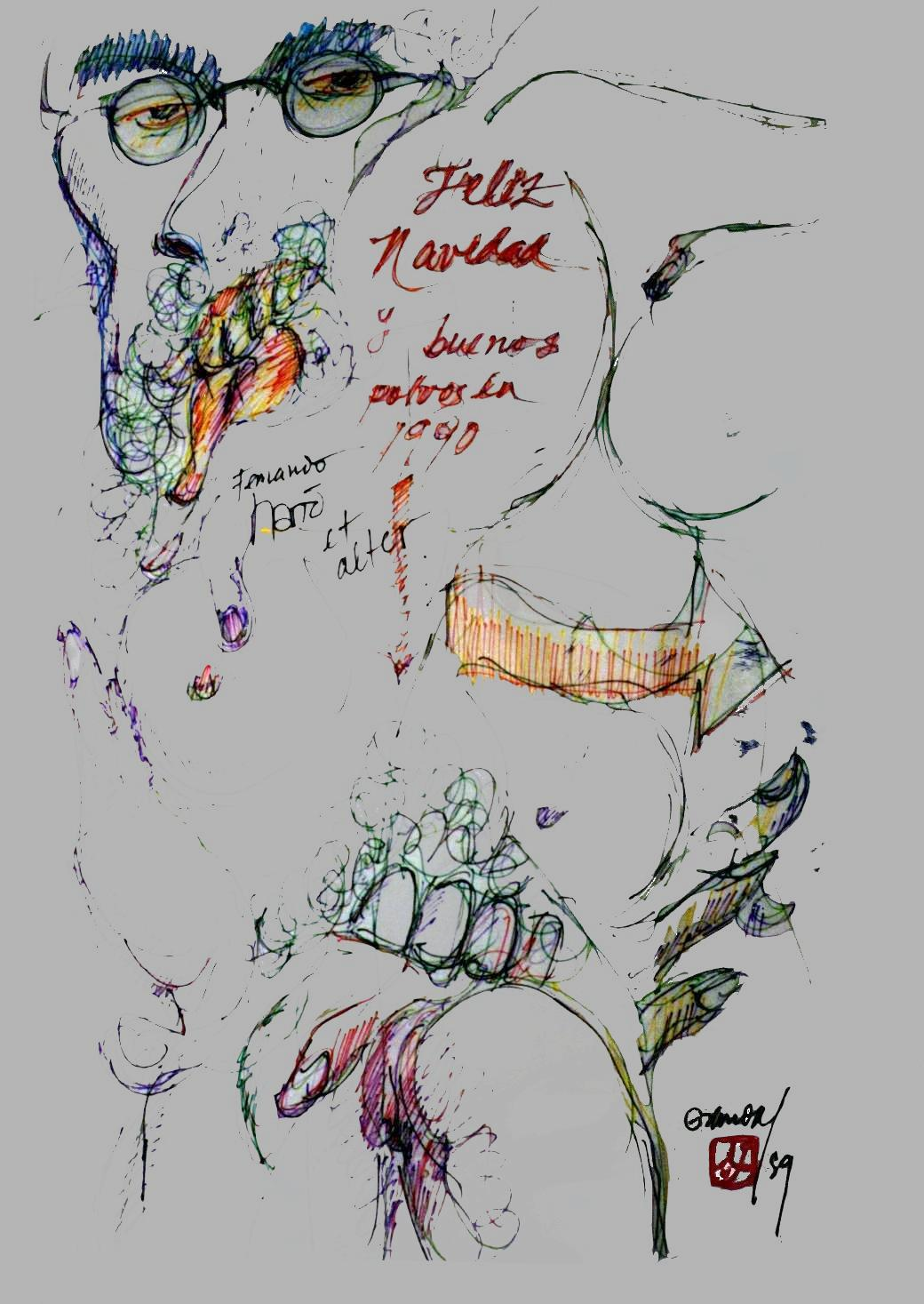
Fernando Granda.Feliz Navidad...y buenos polvos. Tintas sobre papel de arroz. 1989. Col. particular..

A finales de marzo de 1989 retorna a China, a la misma publicación mensual, que ha vuelto a cambiar de nombre:“China Hoy”. Entre junio y agosto viaja a Hong Kong, Alemania, Colombia y regresa a China en septiembre.
Entre junio y agosto de 1989 visita Hong Kong, Fráncfort del Meno, Bogotá y regresa a Pekín.
En el concurso internacional “China en los ojos de los extranjeros”, octubre de 1989, recibe el que sería su último premio: Mención especial por su trabajo fotográfico.
Realiza una nueva serie de monotipos de la serie “Ruinas de Machu Picchu”, inspiradas en el  Canto General de  Pablo Neruda.
Es un período agitado en el que combina su trabajo de editor, corrector de estilo, pintor y maestro, dando lecciones gratuitas a estudiantes de artes en su apartamento del Hotel de la Amistad (Youyi Binguang).
En diciembre prepara la serie de pinturas sobre papel de arroz “Grandes tarjetas de Navidad”.
1990
En enero de 1990 sufre una caída que le provocará una grave afección renal. Es internado en el “Hospital de la Capital”, y desde su lecho de enfermo inicia la escritura de “Cuaderno de sellos”. Esta obra inconclusa es una mezcla de poesía, pintura, dibujo y grabado en piedra con laca de carmín.
Ligeramente recuperado de su enfermedad, realiza una pequeña exposición de sus pinturas en el Complejo Diplomático de Jijiayuan, de Beijing. La muestra se presentó con el título “La lluvia del Exilio”. Las pinturas, realizadas sobre papel de arroz con tinta china, acrílicos y esmalte dorado y montadas en rollos de seda, mezclan el estilo tradicional chino y su personal concepción del arte occidental.
Regresa a Colombia el 20 de julio de 1990 con varios proyectos gráficos y literarios, entre los cuales se destacan el poemario “Libro de Signos” y una serie de crónicas que se encontraban en el tintero.
En Bogotá cambia de planes e inicia “Los Cuadernos del Miedo”.
1991- Fallece en Bogotá el 6 de marzo.

## Granda, el poeta
Fernando Granda incursionó en el campo de la poesía, con relativo éxito. Su obra poética, bastante reducida, rebela una fuerte influencia de la poesía social española, de Neruda, de Greiff y los poetas chinos de la dinastía Tang.
Entre 1987 y 1988, la revista literaria Pretextos, dirigida por el poeta Guillermo Martínez González, publica artículos e ilustraciones de Granda, así com algunos de sus poemas.
De esta publicación se destaca el poema "Calle de Baiwangzhuan".

## Técnicas
"Granda utiliza el color más difícil: el negro, punto de partida que lleva a la luz. La luz partiendo de la oscuridad para llegar al sentido profundo, codificante de los colores en función de grandes superficies luminosas, que dan paso al desarrollo de una gramática simbólica para la operación mental, con elementos combinados o disgregados en una afinación espiritual que determina con cada símbolo toda una idea para iluminarla como ejemplo plástico, en una haz de concepción espacio-tiempo que suprime las distancias".

## Granda, fotógrafo
Fernando Granda mantuvo la fotografía como una afición paralela a su oficio de pintor.
Esta faceta artística, poco divulgada, le permitió obtener algunos premios, como los otorgados en China.

## Crítica
"Encontrar la pintura de Fernando Granda es empezar a descubrir la propia participación en el Universo, sin fórmulas ni razonamientos. La esencia misma recobra su sensualidad escapando de sus propias leyes y pluralizándose en unidades significativas para un lenguaje dinámico, con todos los derechos, sin reducirse a ornamentar o representar."
"La pintura de Granda es una interpretación integral de todos los estados de conciencia, en la cual confluye la música, y los colores se hacen transparentes a la inteligencia, que verifica convocando con virtud liberadora los sentidos a un ritmo interior, a una afirmación del Cosmos. La fuerza expresiva de Granda encarna en ciclos concretos, donde cada pincelada advierte la carga metafórica lista para agredir la concepción estática la congestión del ser arrastrado hacia una fuente de imaginación, raptado al color de la Noche con sus gamas de azules, de violetas, fucsias, el oro y la plata que llevan la pintura al terreno de la poesía".

## Obras
Entre las obras más reconocidas de Fernando Granda se encuentran:
- "Homenaje a Rosa la peluda". Colección Particular, Bogotá.

Esta obra fue presentada en el II Salón Regional de Artes Visuales, siendo "censurada y retirada del salón por órdenes expresas de un funcionario del Instituto Colombiano de Cultura.
- "La lluvia del Exilio".
- "Sauve qui peut... o invitación a la fiesta". Técnica mixta. 1989. Colección particular. Beijing
- "Feliz Navidad y buenos polvos". Técnica mixta sobre papel de arroz. 1989. Colección particular. Beijing.